# Кирьяновка (Черлакский район)
Кирьяновка — деревня в Черлакском районе Омской области России. Входит в состав Южно-Подольского сельского поселения.

## История
Основана в 1907 году. В 1928 г. село Кирьяновское состояло из 66 хозяйств, основное население — белоруссы. Центр Кирьяновского сельсовета Крестинского района Омского округа Сибирского края.
В соответствии с Законом Омской области от 30 июля 2004 года № 548-ОЗ «О границах и статусе муниципальных образований Омской области» деревня вошла в состав образованного муниципального образования «Южно-Подольское сельское поселение».

## География
Находится на юге-востоке региона, в пределах Курумбельской степи, являющейся частью Чебаклы-Суминской впадины.

## Население
| 2010 |
| ---- |
| 29   |

Гендерный состав
По данным Всероссийской переписи населения 2010 года в гендерной структуре населения из 29 человек мужчин — 15, женщин — 14 (51,7 и 48,3 % соответственно).
Национальный состав
В 1928 г. основное население — белорусы.
Согласно результатам переписи 2002 года, в национальной структуре населения русские составляли 78 % от общей численности населения в 120 чел..